# 島津忠長 (宮之城家)
島津 忠長（しまづ ただたけ／ただなが）は、戦国時代から江戸時代前期にかけての武将。薩摩国島津氏の庶流で、島津義久の従兄弟であり家老、さらに老中。

## 生涯
島津貴久の末弟・尚久の嫡男として誕生した。天正4年（1576年）の日向国高原城攻めに従軍。
天正6年（1578年）７月の石城合戦の総大将を務めるが攻略に失敗。9月の第二次石城合戦には副将として従軍して攻略。
耳川の戦いに従軍し功を上げ、天正9年（1581年）の肥後国水俣城攻めでは脇大将を仰せ付かった。
また、天正12年（1584年）島津家久と共に肥前有馬氏の援兵として島原へ渡海し、沖田畷の戦いで軍功を挙げた｡
天正12年(1584年)10月1日から7日までの一週間にかけて、島津義弘から金瘡医術の伝授を受け、秘伝の医書を与えられている。金瘡医術とは戦傷全般とこれに付随する病気、およびこれから派生する婦人病を扱った医術のことである。
天正14年（1586年）に筑前侵攻の大将を務める。7月11日、筑紫広門の守る勝尾城を攻略。高橋紹運が守る岩屋城攻めの総大将を務め、7月27日攻略には成功するが、わずか800にも満たない城兵の決死の反撃により900人以上の戦死者、1500人以上の死傷者を出してしまった。その後、8月6日には立花直次の守る宝満山城を攻略。さらに立花宗茂の守る立花城を包囲する。宗茂は重臣の内田鎮家を使って降伏を申し出るが、これは時間稼ぎの策だった。しかし、岩屋城の損害が大きかったため力攻めをする余力がなく、さらに毛利勢が九州に向かって発したことを知ると城攻めを断念。8月24日、秋月種実ら筑前勢に包囲を任せて肥後に撤退。結局、島津軍による筑前侵攻は失敗に終わった。
秀吉に降伏後の天正15年（1587年）、義久の上洛の供をしそのまま豊臣氏の人質として伏見に住んだ。文禄元年（1592年）に島津歳久が自害に追い込まれた際は、首が京都の一条戻橋にさらされたのを取り返しに行くという気骨のあるところを見せている。その後の文禄・慶長の役にも従軍し泗川の戦いで奮戦、忠長は100の兵で10,000の明の大軍を撃ち破り、義弘の窮地を救うという神業をやってのけた。これらの功績により宮之城領主に任命された。なお祁答院も領地として与えられている。
帰国後は慶長4年（1599年）の庄内の乱に参陣。
慶長5年（1600年）の関ヶ原の戦いの際は、小西行景の援軍要請にこたえて、10月2日加藤清正の家老の加藤重次の守る佐敷城を攻める。加藤家の軍勢が水俣まで船を寄せたため、嫡男の忠倍と共に国境の警備役を仰せ付かっている。戦後は島津氏の代表として新納旅庵・市来家政と共に徳川家康と交渉に当たった。慶長15年（1610年）11月9日、宮之城にて死去。享年60。家督は、嫡男の忠倍が忠長に先立ったため、新納氏の婿養子となっていた次男の久元が継いだ。この忠長の系統が、後に宮之城島津家となる。